# Brunnenfigur

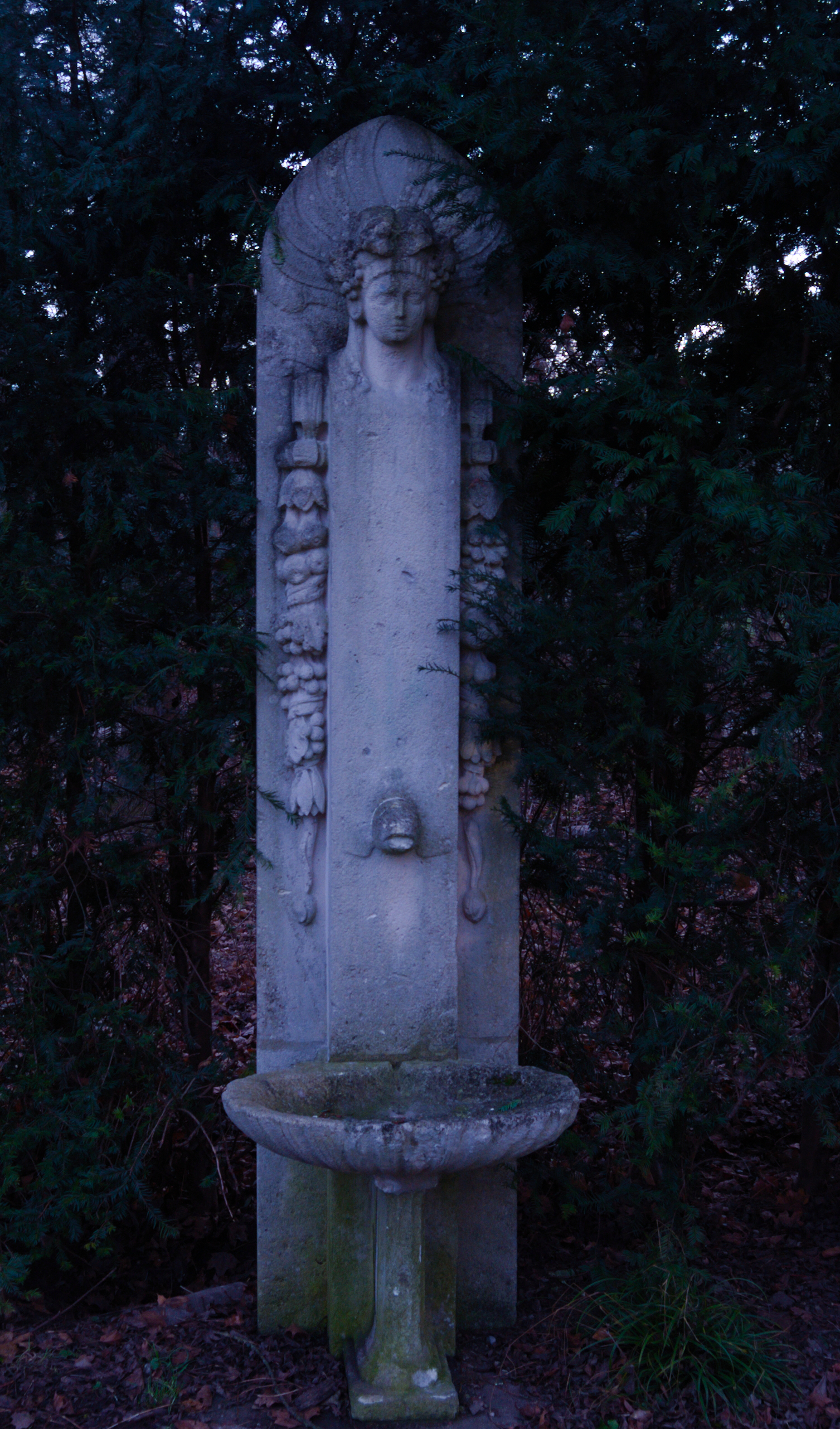
Ein Trinkbrunnen mit einer Brunnenskulptur in Form einer Bildnisplastik oben, welcher im Münchner Bavariapark steht.

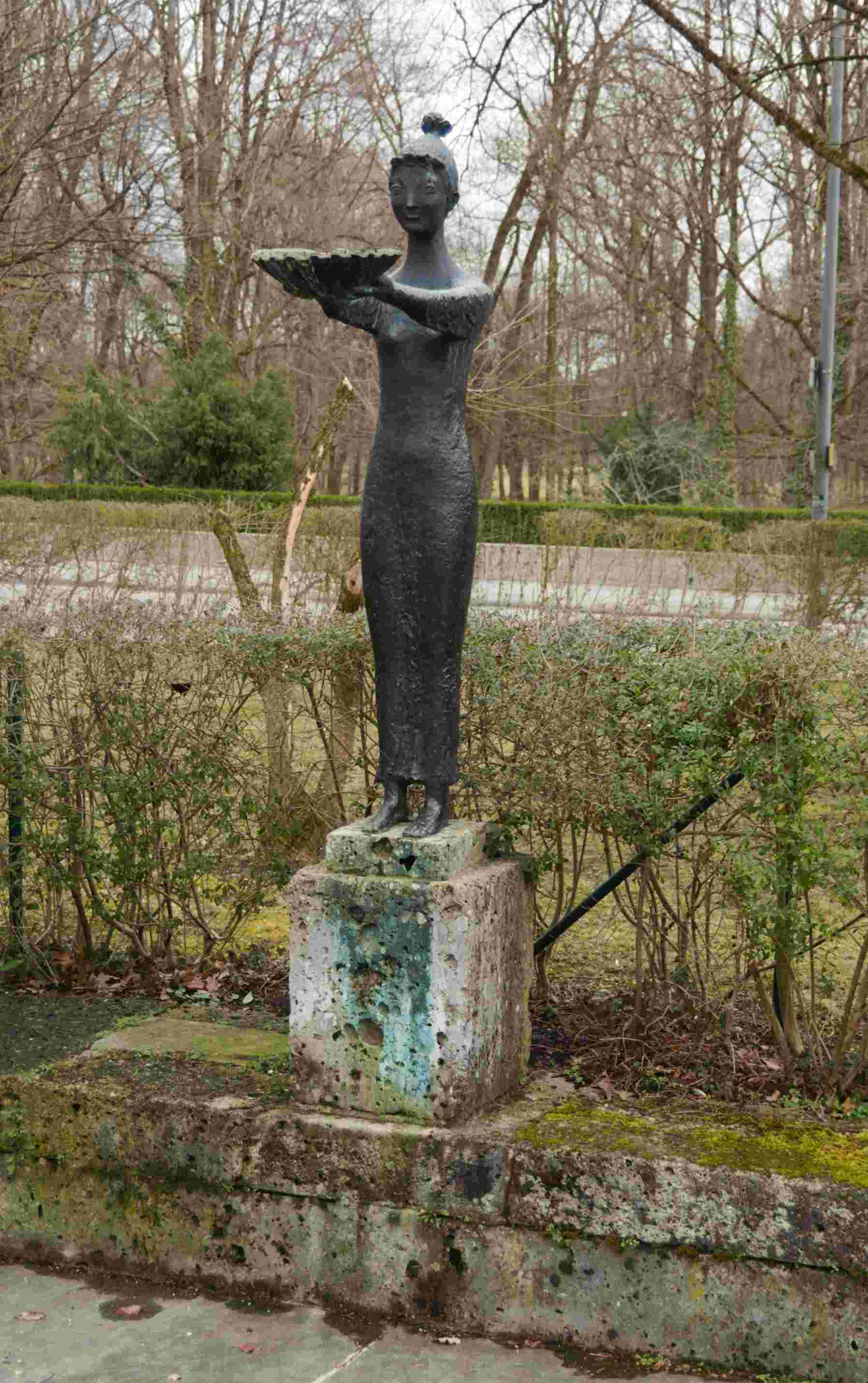
Diese bronzene Brunnenplastik lässt Wasser aus einer Schale in ein in den Boden eingelassenes Becken fließen. Der Brunnen ist ein beliebter Treffpunkt in der Umgebung.

Eine Brunnenfigur ist eine Skulptur oder Plastik oder oftmals eine Statue, die zur Zierde an einen Figurenbrunnen, einer Art Zierbrunnen, angebracht wird. Dadurch soll der Brunnen verschönert und das Stadtbild aufgewertet werden. Viele Brunnen mit Figuren sind heute denkmalgeschützt und erfreuen sich einer großen Beliebtheit bei der Bevölkerung. Auch ranken sich oft Legenden um die Brunnenfiguren. Die Figuren erzählen meist eine Geschichte oder die Geschichte der Stadt.

## Brunnenfiguren als traditionelle Wahrzeichen
Brunnen stehen in den meisten Städten und Gemeinden an zentralen Orten und werden von der örtlichen Bevölkerung auch heutzutage häufig noch frequentiert und geschätzt. Dies zeigt sich auch in der Restaurierung der Figuren aus öffentlichen Mitteln, wenn dies notwendig ist.
Dabei spielen die oft aufwändig gestalteten Figuren eine große Rolle. Als eine Form der Straßenkunst im öffentlichen Raum wecken die Brunnenfiguren das Interesse von Touristen und stehen oft als Wahrzeichen für einen bestimmten Ort. Einheimische verbinden Brunnenfiguren mit Traditionen ihrer Heimat.
Zu besonderen Festtagen werden die Brunnen und deren Figuren in manchen Gegenden mit regional- und saisontypischen Gegenständen geschmückt.
In zahlreichen Gemeinden existieren Legenden und Geschichten über die Brunnenfiguren. So erzählen diese, angebracht an Brunnen vor Kirchen, die Ortsgeschichte in religiösem Kontext. So bieten die 11 Figurenbrunnen mit den größtenteils frühneuzeitlichen Figuren in der Berner Altstadt auch Stoff für Legenden und Stadtgeschichten dar.

## Kunstgeschichtliche Aspekte und historische Entwicklung
Die Tradition der Brunnenfiguren gibt es bereits seit der Antike. Bei Ausgrabungen in Pompeji wurden Brunnenfiguren gefunden. Diese waren nicht auf großen öffentlichen Plätzen, sondern in den Villen der Reichen zu finden. Sie wurden genutzt, um Wasser ausgießen zu lassen, daher stellten sie entweder Gottheiten mit einem offenen Trinkschlauch oder ein Tier mit offenem Mund dar. Auch in den griechischen und kleinasiatischen Kulturen gab es den Brauch, Brunnenfiguren aufzustellen.
Im Mittelalter wurden Brunnen fast ausschließlich zur Wasserversorgung des Volkes genutzt, deswegen spielte die Kunst an den Brunnen eine lange Zeit keine wesentliche Rolle. Erst mit dem Aufkommen der neuen künstlerischen Ideen der Renaissance und der nachmittelalterlichen Verstädterung wurden beispielsweise in Bern und in Augsburg prächtige Figurenbrunnen errichtet.
Brunnenskulpturen und -plastiken befinden sich bei frühneuzeitlichen Brunnen entweder an Monumentalbrunnen, die beispielsweise zu Ehren eines Herrschers aufgestellt werden, oder an künstlerisch gestalteten Brunnen zur Aufwertung des Stadtbildes. Sie sind dabei meist Profanplastiken, d. h. sie weisen keinen religiösen Inhalt auf. Stattdessen stellen sie häufig wasserbezogene Themen dar. Die vorwiegend aus Bronze gegossenen Figuren repräsentieren oft die Stadt und ihre Ständegesellschaft.
Ab dem 19. Jahrhundert bzw. dem frühen 20. Jahrhundert dienten Brunnen in der Stadt im Wesentlichen nur noch als künstlerische Aufwertung oder als Gedenkbrunnen, da sie zur Wasserversorgung nicht mehr erforderlich waren. Die Verwendung als Trinkbrunnen gewann zunehmend an Bedeutung.
Ungefähr ab der Mitte des 20. Jahrhunderts bis heute sind Brunnenfiguren und Zierbrunnen allgemein als eine Kunstform im öffentlichen Raum anzusehen, die Bedeutung als Monumentalbrunnen fiel weg. Ebenso wie gewöhnliche, nicht an Zierbrunnen gebundene Werke der Bildhauerei sind Brunnenfiguren verschiedenen Strömungen und Epochen zuzuordnen und verfolgen unterschiedliche Zwecke.

## Materialien und Herstellung
Die meisten Brunnenfiguren sind aus Bronze gegossen, also im Sinne einer (aufbauenden) Plastik hergestellt. Es gibt auch viele Skulpturen, beispielsweise aus Muschelkalk. Diese werden durch das Abbauen von einem Materialstück hergestellt.  Für private Zwecke gibt es im Handel zahlreiche Brunnenfiguren aus Ton.